# Nationale Medizinische Oleksandr-Bohomolez-Universität
Die Nationale Medizinische Oleksandr-Bohomolez-Universität (ukrainisch Національний медичний університет імені О. О. Богомольця Nazionalnyj medytschnyj uniwersytet imeni O. O. Bohomolzja, englisch Bogomolets National Medical University) ist eine medizinische Universität in der ukrainischen Hauptstadt Kiew.

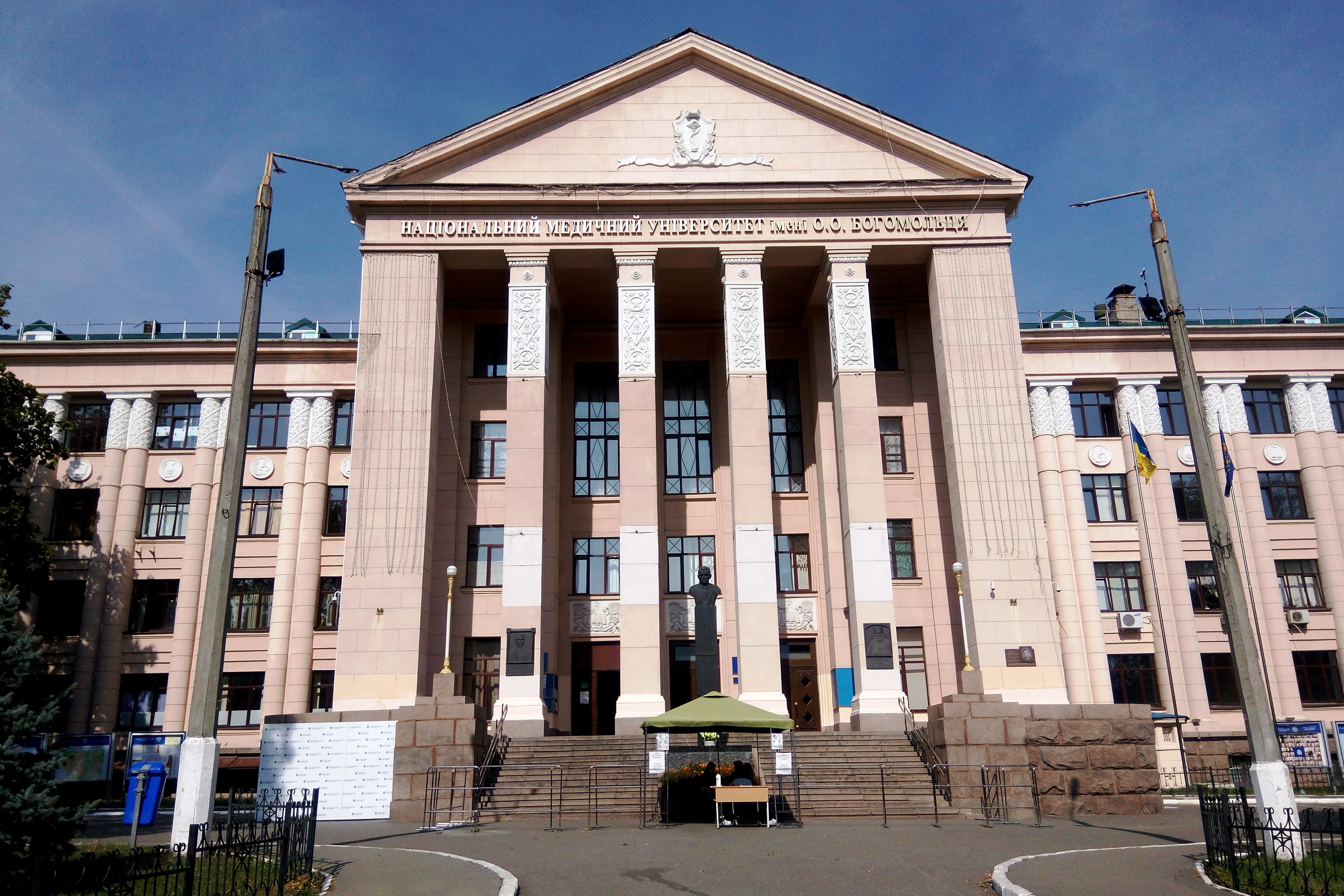
Portal des Hauptgebäudes der Universität auf dem Siegesprospekt 34

Die Universität befindet sich im Rajon Schewtschenko auf dem Taras-Schewtschenko-Boulevard Nr. 13 (Бульвар Тараса Шевченка, 13), Ecke Schewtschenko-Park.

## Geschichte
Am 29. Apriljul. / 11. Mai 1840greg. veranlasste der russische Kaiser Nikolaus I. die Gründung der medizinischen Fakultät an der Kiewer St.-Wladimir-Universität, aus der später die Medizinische Universität hervorging. 1841 kamen die ersten 29 Studenten an die Fakultät. Ihre Anzahl stieg bis 1917 auf das fast 50-fache an. An der Fakultät wurden 1855 die chirurgischen und therapeutischen Kliniken und 1888 die Geburtsklinik erbaut.
1920 wurde, infolge einer Umstrukturierung, die medizinische Fakultät der Universität Kiew in ein separates medizinisches Institut, das Kiewer Institut für Gesundheitsvorsorge umgewandelt, das die medizinische Fakultät der St.-Wladimir-Universität, das Medizinische Institut für Frauen und die medizinische Fakultät der ukrainischen staatlichen Universität vereinte. Die später in die gleichnamige Fakultät umgebaute odontologische Universität wurde im Oktober 1920 aufgenommen. 1946 wurde das Institut nach dem Pathophysiologen und Präsidenten der Akademie der Wissenschaften der Ukrainischen SSR Oleksandr Bohomolez benannt. 1992 wurde das Institut zur Staatlichen medizinischen Universität O.O.Bohomolez umstrukturiert und 1995 erhielt es den Status einer „Nationalen Medizinischen Universität“ und den heutigen Namen.

## Fakultäten
- Medizinische Fakultät Nr. 1
- Medizinische Fakultät Nr. 2
- Medizinische Fakultät Nr. 3
- Medizinische Fakultät Nr. 4
- Fakultät für Zahnmedizin
- Fakultät für Pharmazeutika
- Medizinische und Psychologische Fakultät
- Fakultät für die Ausbildung von Ärzten für die bewaffneten Kräfte der Ukraine
- Fakultät für die Ausbildung ausländischer Bürger